# Spitsmuistenreks
Spitsmuistenreks (Microgale) is een geslacht van zoogdieren dat behoort tot de familie van de tenreks (Tenrecidae). Het geslacht werd voor het eerst wetenschappelijk beschreven door Oldfield Thomas in 1882.

## Verspreiding en leefgebied
De soorten zijn, zoals alle tenreks, endemisch in Madagaskar.

## Soorten
Er zijn 21 levende diersoorten van dit geslacht bekend en men heeft door opgravingen van fossielen één uitgestorven soort ontdekt:
- Microgale brevicaudata G. Grandidier, 1899
- Microgale cowani Thomas, 1882, de kleinste van de hele Tenrekfamilie
- Microgale drouhardi G. Grandidier, 1934
- Microgale dryas Jenkins, 1992 – Boomspitsmuistenrek
- Microgale fotsifotsy Jenkins, Raxworthy & Nussbaum, 1997
- Microgale gracilis (Forsyth Major, 1896)
- Microgale grandidieri Olson et al., 2009
- Microgale gymnorhyncha Jenkins, Goodman & Raxworthy, 1996
- Microgale jenkinsae Goodman & Soarimalala, 2004
- Microgale jobihely Goodman, Raxworthy, Maminirina & Olson, 2006
- Microgale longicaudata Thomas, 1882 – Langstaarttenrek
- † Microgale macpheei Goodman, Vasey, and Burney, 2007
- Microgale majori Thomas, 1918
- Microgale mergulus (Forsyth Major, 1896) – Watertenrek
- Microgale monticola Goodman & Jenkins, 1998
- Microgale nasoloi Jenkins & Goodman, 1999
- Microgale parvula G. Grandidier, 1934
- Microgale principula Thomas, 1926
- Microgale pusilla Forsyth Major, 1896
- Microgale soricoides Jenkins, 1993
- Microgale taiva Forsyth Major, 1896
- Microgale thomasi Forsyth Major, 1896